# Scandal (альбом)
Scandal — девятый студийный альбом украинской певицы Тины Кароль, выпущенный 30 сентября 2022 года. Альбом создан Тиной Кароль в соавторстве с Аркадием Александровым. Над адаптацией текста работала Яна Майорникова. Это первый альбом исполнительницы на английском языке.

## Описание
Тина Кароль представила англоязычную версию своего хита «Скандал» и новый альбом с одноимённым названием. В англоязычный альбом «Scandal» вошло 9 треков, написанные в 2020-2021 году. Автором песен является Тина Кароль в соавторстве с композитором Аркадием Александровым. Над адаптацией текста англоязычного альбома, работала Яна Майорникова.
“Наконец-то альбом готов. Вы можете прослушать его на всех платформах. Жду отзыва”, – объявила Кароль в своём Instagram.
В альбом также вошли другие русскоязычные треки артистки из альбомов «Красиво» и «Двойной рай», переведённые на английский язык. Среди них и новая украиноязычная композиция «Вільні. Нескорені», которая стала первым синглом певицы с начала полномасштабной войны.

## Список композиций
| №                   | Название            | Текст песни                                       | Музыка                           | Длительность |
| ------------------- | ------------------- | ------------------------------------------------- | -------------------------------- | ------------ |
| 1.                  | «Scandal»           | Тина Кароль, Аркадий Александров, Яна Майорникова | Тина Кароль Аркадий Александров  | 2:55         |
| 2.                  | «Mad Love»          | Тина Кароль, Аркадий Александров, Яна Майорникова | Тина Кароль Аркадий Александров  | 2:42         |
| 3.                  | «Lovers»            | Тина Кароль, Аркадий Александров                  | Тина Кароль, Аркадий Александров | 2:44         |
| 4.                  | «Crazy»             | Тина Кароль, Аркадий Александров                  | Тина Кароль, Аркадий Александров | 3:16         |
| 5.                  | «Good Guy»          | Тина Кароль, Аркадий Александров, Яна Майорникова | Тина Кароль, Аркадий Александров | 3:08         |
| 6.                  | «Secret»            | Тина Кароль, Аркадий Александров, Яна Майорникова | Тина Кароль, Аркадий Александров | 3:52         |
| 7.                  | «2bl Paradise»      | Тина Кароль, Аркадий Александров, Яна Майорникова | Тина Кароль, Аркадий Александров | 3:17         |
| 8.                  | «Life is Great»     | Тина Кароль, Аркадий Александров, Яна Майорникова | Тина Кароль, Аркадий Александров | 3:24         |
| 9.                  | «I See the Light»   | Тина Кароль, Аркадий Александров, Яна Майорникова | Тина Кароль, Аркадий Александров | 3:25         |
| Общая длительность: | Общая длительность: | Общая длительность:                               | Общая длительность:              | 28:43        |